# 陈参
陈参（生卒年不详），明朝温州府乐清县玉环乡（今中国浙江省玉环市楚门镇东西村）人，赠奉政大夫、吏部稽勋清吏司郎中，有四子。其墓葬因具有很高的历史和艺术价值，于1981年7月8日被公布为第一批玉环市文物保护单位。

## 生平事迹
陈参为温州府乐清县玉环乡竹冈（今玉环市楚门镇东西村）人，有四子，为陈钝、陈恪、陈适、陈晋，其中陈钝为明正统元年（1436）丙辰科进士，官至吏部文选司郎中。景泰元年（1450年），明代宗因陈钝任行人司右司副，赠陈参为征仕郎、行人司右司副。景泰五年（1454年）又受赠为奉政大夫、吏部稽勋清吏司郎中。

## 墓葬

### 状况
陈参的墓葬位于玉环市楚门镇东西村金字山麓，从山上的灵山寺下来后，半途向右侧山道拐即可到达。陈参墓于明万历十九年（1591年）建立，坐北朝南，呈扇形，建筑面积238平方米，上下共5层。
最底层之空地上有石马、石羊各一对、共四只，雕刻于明万历辛卯年，由整石雕刻而成，立于中间的走道两侧，造型古朴而又生动。其中，石羊高75厘米、身长90厘米，每尊重达400多斤，为一对绵羊，前跪后伏；石马高1.3米、身长1.6米，下有长方形底座，尾长面粗。
最高层的墓前立墓碑一块，高1.5米，宽65厘米。墓碑正面中央镌有“皇明赠奉政大夫吏部郎中竹轩陈公之墓”字样，右侧则刻有“万历辛卯孙赠刑部侍郎穆颖州司训秉同建”字样。

### 保护及价值
该墓是玉环全境的古墓葬中，保存得最完好的一座。金字山中还曾有戴明、陈璋、戴铨等玉环古代名人的墓葬，但由于损毁，现仅留存陈参之墓。陈参墓前的石羊、石马在历史、艺术、科考等方面均有价值，是研究明代石雕重要的实物资料。
陈参墓于1981年7月8日被玉环县革命委员会公布为第一批玉环县文物保护单位，并被确定为古墓葬。2005年4月24日，陈参墓修缮完工，维修后基本保持了原貌。该日，来自广东、福建等地的陈参后裔共四百余人来到玉环进行祭祖活动。
2013年12月23日，陈参墓前的石羊意外消失，经当地警方调查，石羊被一个文物盗窃团伙于前一日深夜盗窃，并以4.5万的价格被卖给浙江温州一古玩店。目前，石羊已被追回，并重新安放在墓前。